# Hidroavião
Um hidroavião, hidravião ou hidroaeroplano é um aeroplano preparado para decolar e pousar ("amarar" ou "amerissar") sobre a superfície da água.
O primeiro hidroavião foi projetado pelo francês Alphonse Pénaud em 1873, mas nunca foi construído. Outro francês, Henri Fabre, realizou o primeiro voo de hidroavião em Martigues, França em 1910, mas foi o projetista de aviões norte-americano Glenn Hammond Curtiss que pilotou o primeiro hidroavião funcional em San Diego, EUA, e transportou o primeiro passageiro, ambos os feitos realizados em 1911. Nas décadas de 20 e 30 muitos países estavam construindo hidroaviões para uso civil e militar. Hoje são usados com grande frequência no Canadá e em outras áreas onde há muitos lagos. O hidroavião opera no aeródromo denominado hidrobase. No inverno, os flutuadores são muitas vezes substituídos por esquis para permitir o pouso no gelo.

## Tipos
Existem dois tipos principais de hidroaviões: os que têm flutuadores em lugar de rodas e o tipo nos quais a própria fuselagem faz o papel de casco.

### Hidroaviões de flutuadores
Os hidroaviões deste tipo utilizam flutuadores em lugar de um trem de pouso convencional, sendo que a sua fuselagem não chega a tocar na água. Normalmente estão equipados com dois flutuadores, mas alguns antigos hidroaviões deste tipo dispunham de um único grande flutuador colocado centralmente por baixo da fuselagem, auxiliado por dois outros menores debaixo de cada asa.
|                                       |                                               |
| Hidroavião de Flutuadores Cessna 172. | Bimotor de Havilland Canada DHC-6 Twin Otter. |

### Hidroaviões de casco
Neste tipo de hidroaviões, a flutuabilidade é proporcionada pela própria fuselagem que tem a forma do casco de uma embarcação. A maioria dispôe de flutuadores menores nas asas que ajudam à sua estabilidade. Na língua inglesa, estes hidroaviões são conhecidos por "flying boats" (literalmente "barcos voadores").
|                                        |                                                  |
| Hidroavião de Casco Martin P5M Marlin. | Hidroavião de Casco a jato Martin P6M SeaMaster. |

### Aviões anfíbios
Um hidroavião puro apenas pode decolar e pousar na água. As aeronaves que podem decolar e pousar tanto na água como em terra são, mais apropriadamente, designadas por "aviões anfíbios". Os aviões anfíbios apresentam um aspecto e características semelhantes aos Hidroaviões, apenas com a diferença de terem trens para pouso em terra, além do casco ou dos flutuadores para pouso na água.
|                             |                                     |                  |
| Avião anfíbio Beriev Be-12. | Avião anfíbio Beriev Be-200 a jato. | Canadair CL-415. |

#### Subtipos
Ecranoplano (do russo: экраноплан) é uma classe de aeródinos com características peculiares, diferente dos hidroaviões, aerobarcos e hovercrafts. O termo deriva da denominação que recebe em russo o efeito solo: экранный эффект (ecranniy effect). Inventado pelo engenheiro naval soviético Alexeev Rostislav Evgenievich nos anos 50, o ecranoplano foi projetado para movimentar-se voando a poucos metros de altura sobre uma superfície plana, geralmente aquática, sem ser detectado pelos radares inimigos, aproveitando o chamado efeito solo.
|                            |                |                                      |
| Ecranoplano Sea Eagle SE6. | Pennec Navion. | Ecranoplano soviético A-90 Orlyonok. |

## História

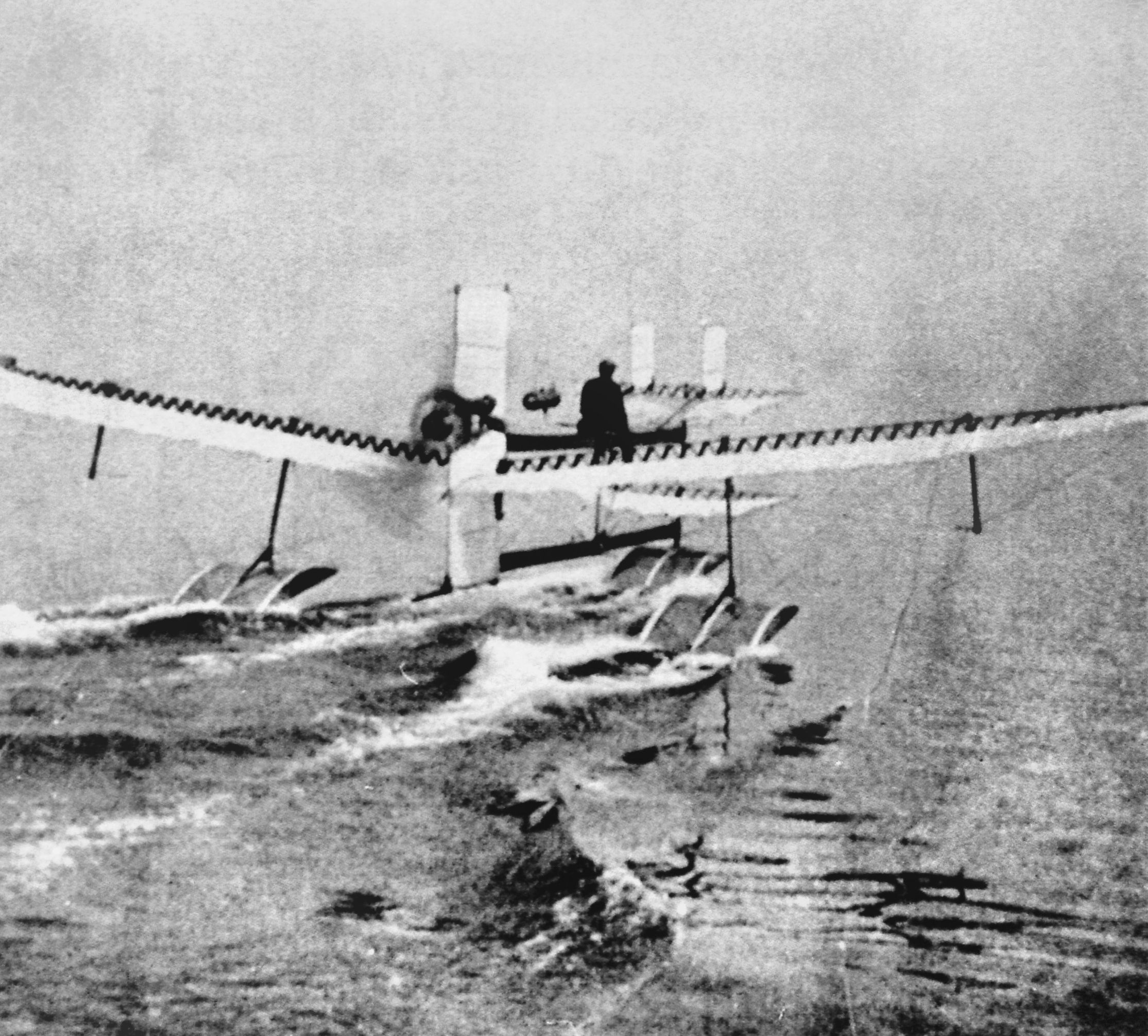
Hidroavião de Henri Fabre em 1910.

A primeira patente de um hidroavião data de 1876, por um francês chamado Alphonse Penauld, sua máquina consistia de um barco com asas, em 1898 o austríaco Wilhelm Kress construiu o Kress Drachenflieger, contudo, não conseguiu ter sucesso em seus voos. O primeiro voo de um hidroavião deu-se a 28 de Março de 1910 pelo francês Henri Fabre, numa aeronave baptizada Le Canard (o pato). O aparelho descolou a partir da Lagoa de Berre, em Martigues, França.

### Nascimento da indústria

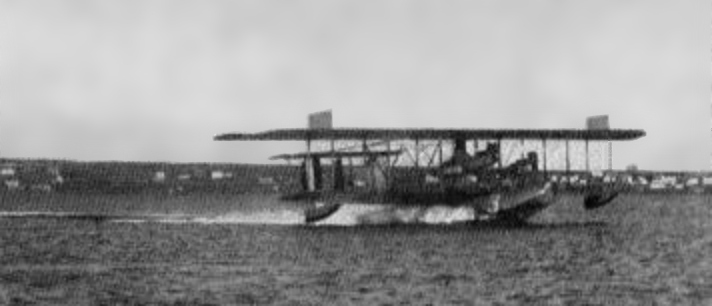
Curtis NC em 1919.

Em 1913, o London Mail fez um concurso com um prêmio de £10 000 para uma máquina que conseguisse cruzar o atlântico também pelo ar, sendo ganho por Rodman Wanamaker que mandou o prêmio para a Curtiss Aeroplane and Motor Company, ainda no mesmo ano, a Sopwith Aviation Company desenvolveu seus primeiros aviões anfíbios. O primeiro avião anfíbio a entrar em produção, a partir de 1918, foi o britânico Vickers Viking.

### Hidroaviões militares

Felixstowe F.2, utilizado na Primeira Guerra Mundial.

Durante as Primeira e a Segunda Guerras Mundiais, as Marinhas de Guerra utilizaram Hidroaviões para reconhecimento marítimo e luta anti-submarina. Muitos dos navios de guerra mais poderosos, especialmente couraçados e cruzadores foram equipados com catapultas para lançamento de hidroaviões. Esses aparelhos embarcados eram utilizados pelos navios para a detecção e observação de alvos para além do horizonte, sobre os quais podiam disparar graças ao alcance das suas peças de artilharia.
Na Segunda Guerra Mundial, o uso de Hidroaviões deu-se a uma maior escala, sobretudo para missões de reconhecimento, salvamento e ataque.
O Japão foi o país beligerante que mais fez uso dos hidroaviões. Este país chegou a construir submarinos porta-aviões para transportar hidroaviões, os I-400, capazes de atacar o território americano. Um dos hidroaviões japoneses de maior dimensão era o Kawanishi H8K2, utilizado em missões de longo alcance de até 7 700 km. Na Batalha de Midway, um dos hidroaviões do almirante Chūichi Nagumo, comandante da força japonesa, falhou no reconhecimento antecipado do inimigo, pesando esta falha no desenlace final da batalha.

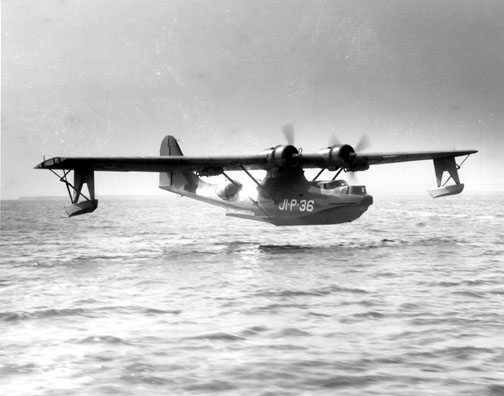
Consolidated PBY Catalina.

Durante a Segunda Guerra Mundial também os hidroaviões britânicos e norte-americanos tiveram uma papel importante na Batalha do Atlântico, sobretudo na escolta de comboios e na patrulha anti-submarina. Por exemplo, uma das causas atribuídas ao afundamento do couraçado Bismark foi o facto de o seu hidroavião embarcado Arado Ar 196 não ter conseguido abater o Consolidated PBY Catalina que seguia a sua rota, não o impedindo assim de informar a frota aliada da sua localização.
Mediante o emprego do radar e de holofotes de busca, os hidroaviões de longo alcance deram caça aos submarinos alemães, realizando patrulhas dia e noite. Nessas missões enfrentaram frequentemente os caças inimigos bem como, sobretudo a partir de 1943, a potente artilharia antiaérea que passou a equipar os submarinos alemães

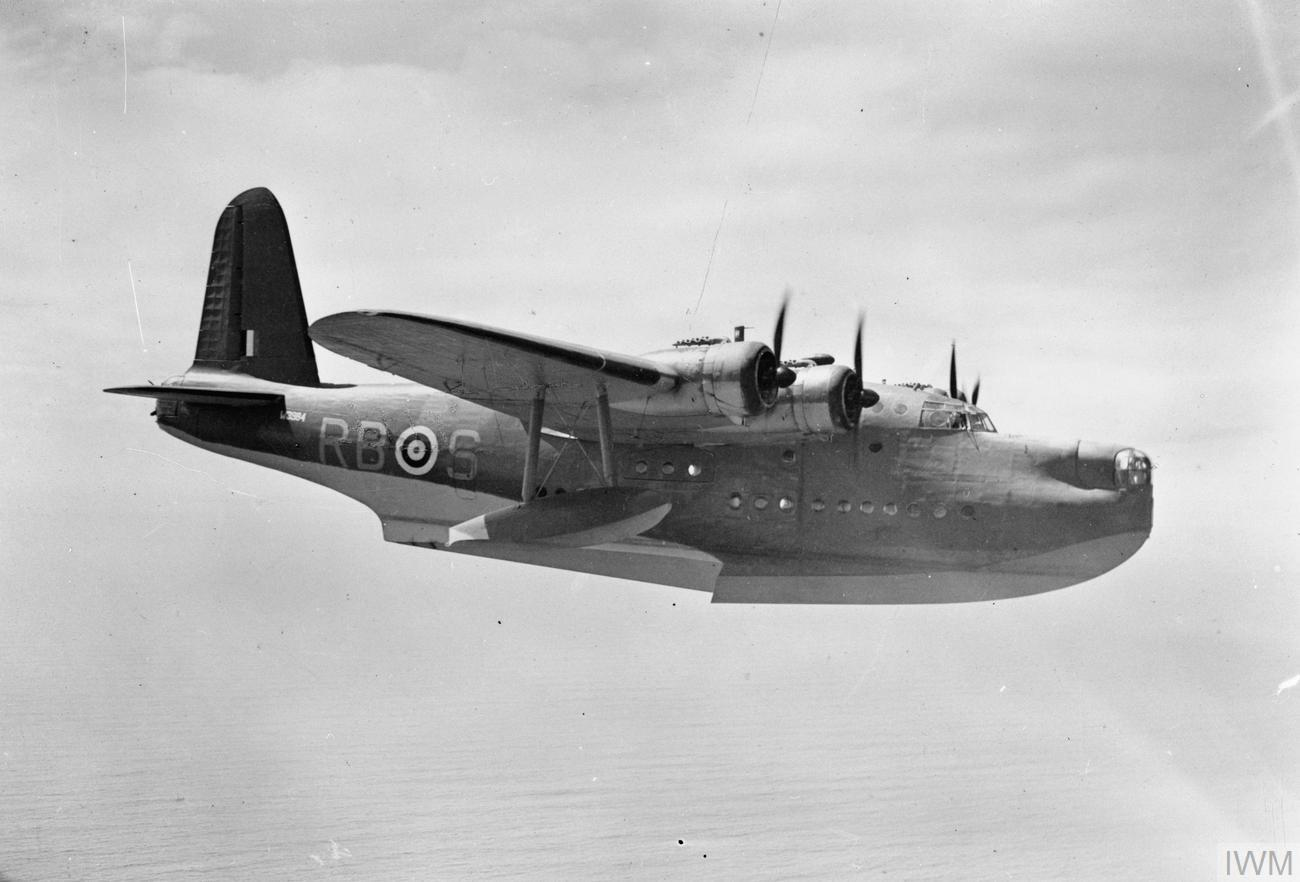
Short Sunderland da RAF
durante a Batalha do Atlântico.

A 3 de Abril de 1940, um hidroavião Short Sunderland em patrulha ao largo da Noruega foi atacado por seis Junkers Ju 88 alemães, abatendo um, atingindo gravemente um segundo e colocando em fuga os restantes. Uma situação semelhante aconteceu ao largo do Golfo da Biscaia, com o mesmo tipo de aeronaves e com um resultado semelhante. Por essa razão os alemães começaram a chamar os Sunderland de "Fliegende Stachelschweine" ("Porco Espinho Voador").
Também no Mediterrâneo, e no Pacífico como referido anteriormente, hidroaviões de todos os países envolvidos realizaram missões anti-submarino, de ataque a alvos de superfície, patrulha, salvamento de aviadores abatidos, transporte, etc..

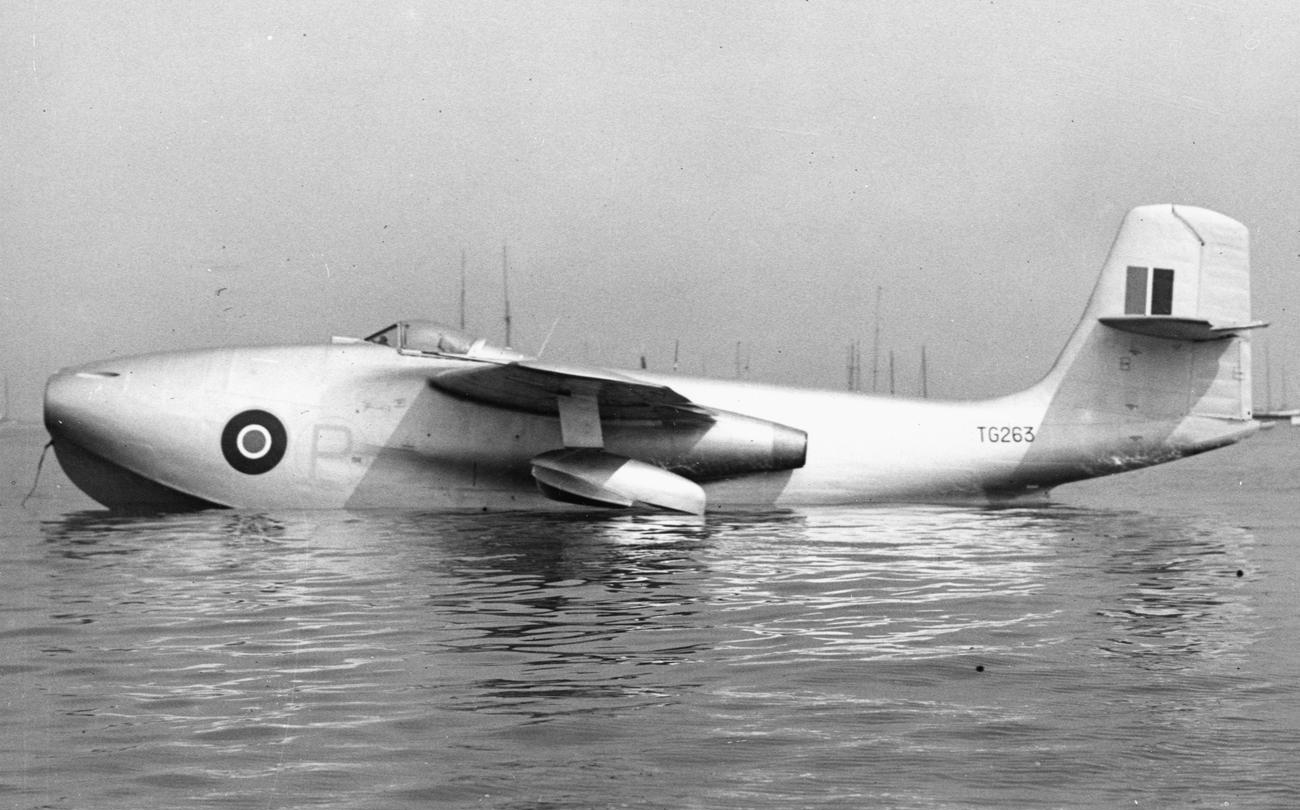
Saunders-Roe SR.A/1. (Reino Unido, 1947).

O primeiro hidroavião com propulsão a jato foi o Saunders-Roe SR.A/1, projetado para ser um caça.  
Depois da Segunda Guerra Mundial, o uso militar dos Hidroaviões foi diminuindo. Em 1948 foram utilizados pela RAF no abastecimento aéreo a Berlim, utilizando o rio Havel como pista de pouso. Durante as Guerras da Coreia, da Malásia e do Vietname a Marinha dos Estados Unidos utilizou hidroaviões em missões de patrulha e na interdição do tráfego de armas inimigo.
No entanto, a partir da década de 1950 os hidroaviões militares começaram a ser substituídos por outro tipo de aeronaves, nomeadamente os helicópteros embarcados anti-submarino e os aviões de patrulha marítima de grande alcance, com base em terra.
Alguns poucos países continuaram contudo a usar e a desenvolver hidroaviões. O principal deles é talvez o Japão. A Força Marítima de Auto-Defesa do Japão utilizou até 2000 o ShinMaywa US-1 em missões de busca e salvamento, bem como a sua versão PS-1 em missões de patrulha anti-submarino. A ShinMaywa lançou em 1995 o modelo US-1A kai (US-1A aperfeiçoado ou US-2) para substituir o modelo anterior, o que se espera que venha a acontecer em 2007 ou 2008

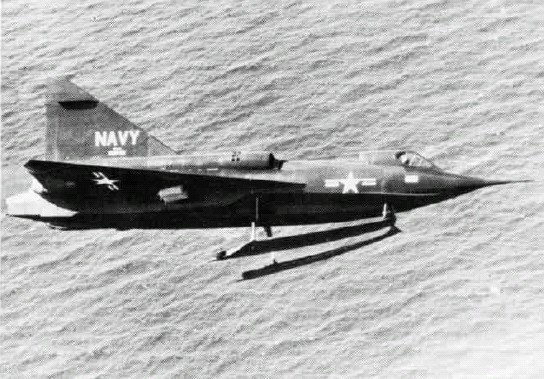
Convair F2Y Sea Dart.

A antiga União Soviética e, atualmente a Rússia, também se têm vindo a desenvolver hidroaviões, inclusive com motores a reação. Nomeadamente a Beriev, empresa aeronáutica russa, especializou-se neste tipo de aeronave, desenvolvendo uma série de modelos tanto civis como militares.
O hidroavião mais veloz já construído foi o estadunidense Convair F2Y Sea Dart. Este projeto foi desenvolvido na década de 1950 e é, até hoje, o único hidroavião que conseguiu superar a velocidade do som.
Recentemente o Irão anunciou o sucesso num teste a um hidroavião moderno durante manobras militares que desenvolveu no Mar de Omã e no Golfo Pérsico. Este hidroavião era um pequeno aparelho de um só piloto, dotado de asas em delta que se deslocava a pouca altitude sobre o mar.

### Hidroaviões civis

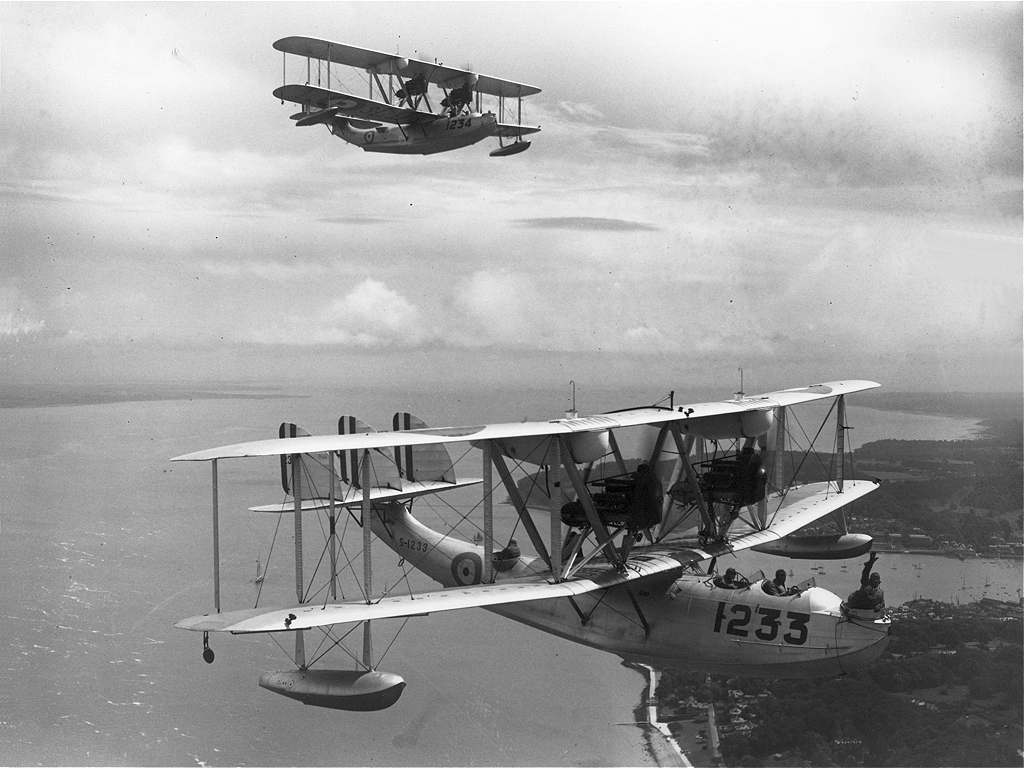
Supermarine Southampton de 1925.

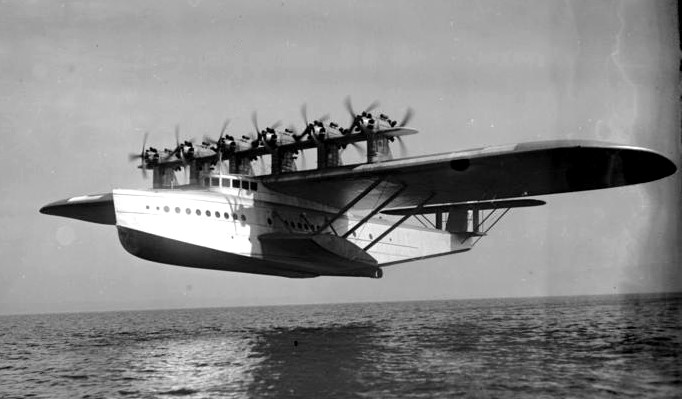
Dornier Do X de 1929.

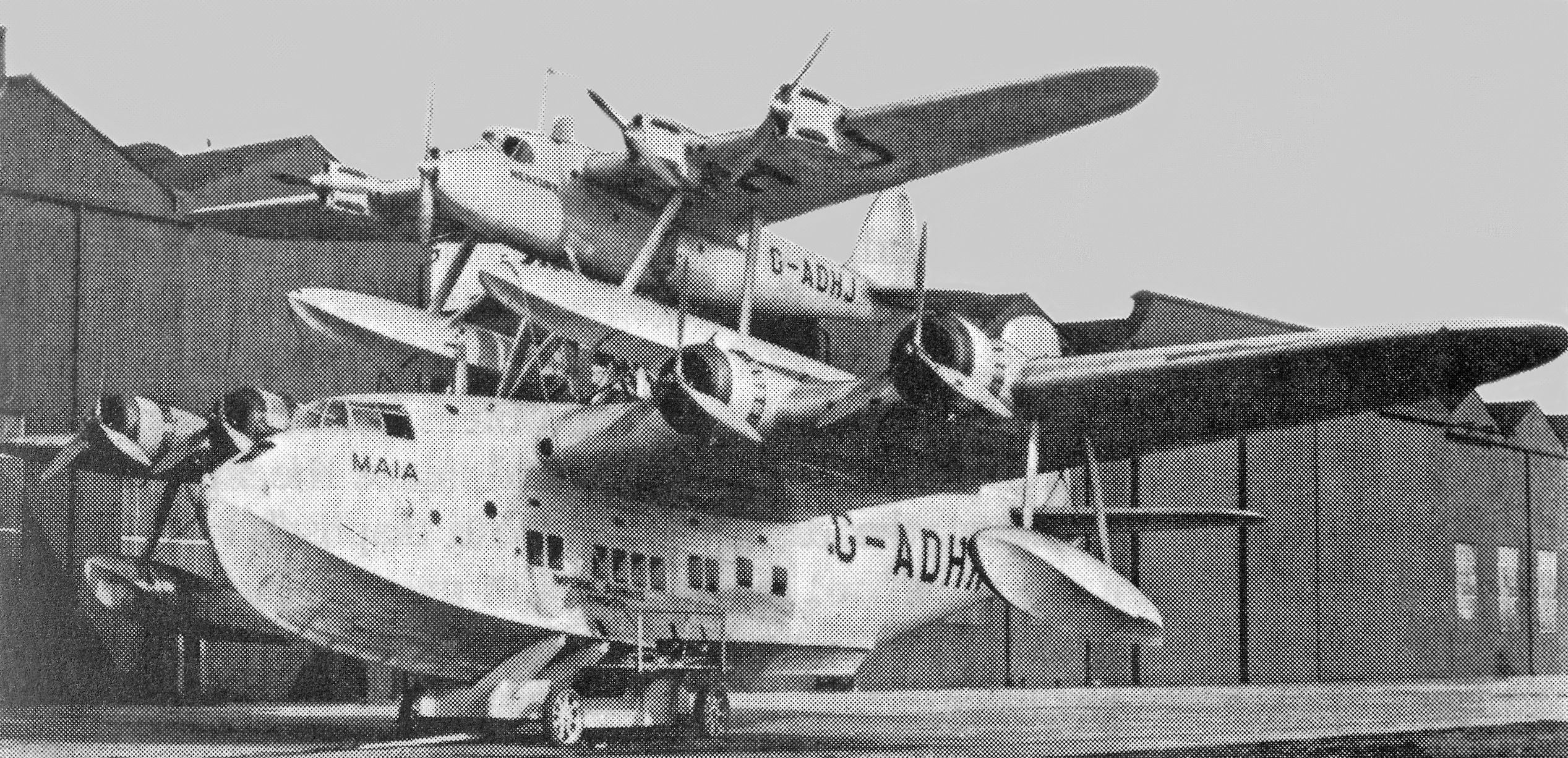
Short Mayo Composite (Reino Unido, 1937). Nave-mãe (maior) transportando uma "aeronave parasita".

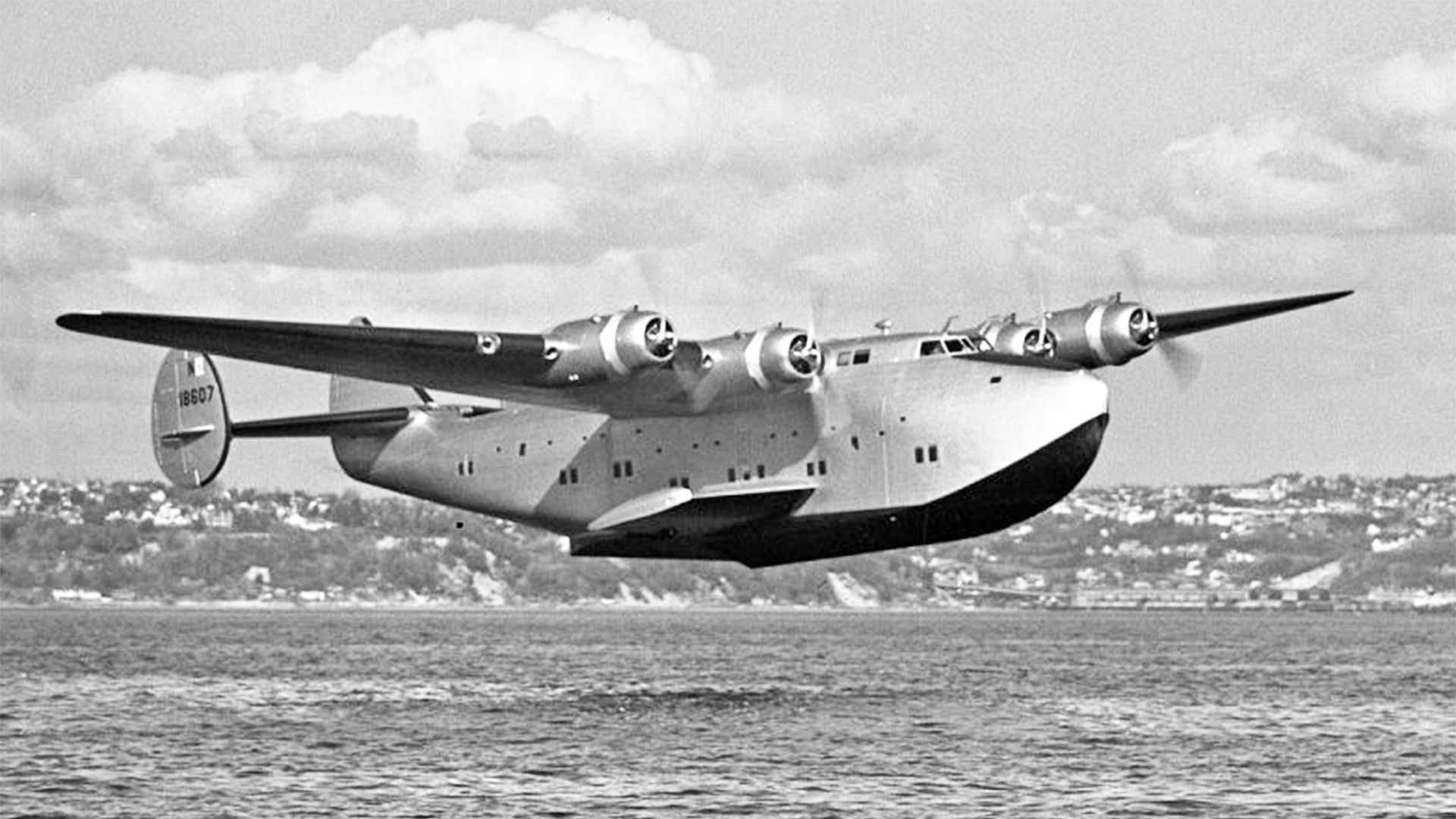
Boeing 314 Clipper (c.1941).

No campo civil o hidroavião foi sempre utilizado para transporte desde o seu primeiro voo. Os hidroaviões apresentavam, até à década de 1940, bastantes vantagens em relação aos aviões baseados em terra. Ao contrário destes, os hidroaviões poderiam realizar voos de longo curso pois dizia-se que "um hidroavião leva o seu próprio aeroporto na barriga".

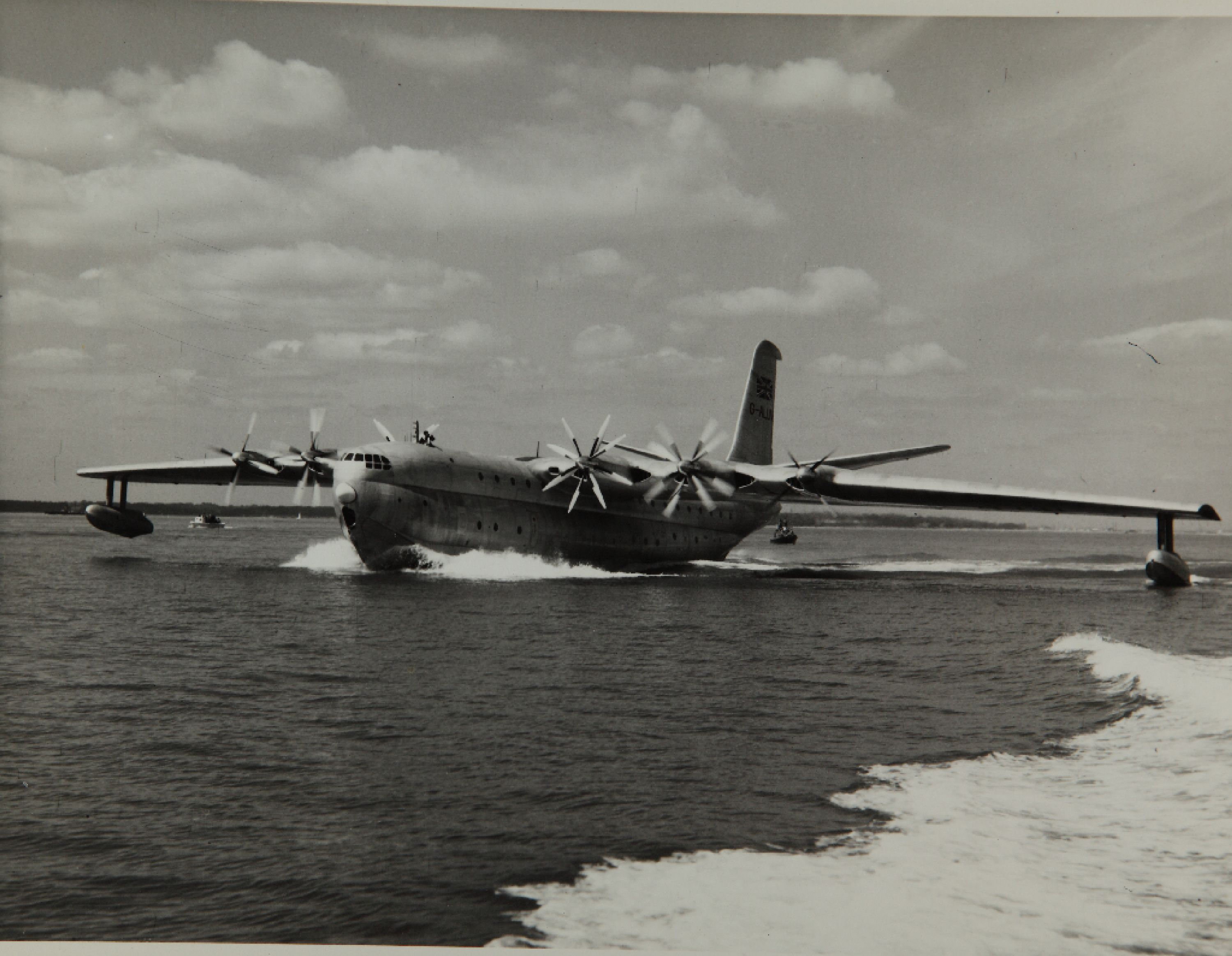
Saunders-Roe Princess (Reino Unido, 1952).

Na década de 1930 a Pan American Airways iniciou o seu serviço aéreo internacional, utilizando hidroaviões de casco aos quais chamava "clippers". O mais famoso modelo de clipper foi o Boeing 314, o maior hidroavião comercial jamais construído. Foi um Boeing 314 que realizou o primeiro voo comercial à volta do mundo.
Este aparelho foi projectado para levar 40 passageiros sentados (ou 34 em camas) e 2 250 kg de carga através do Atlântico. Em viagens mais curtas, poderia levar até 74 passageiros. Poderia inclusive ser disponibilizada, para os passageiros mais ricos, uma suite nupcial. A Pan American colocou os seus clippers a operar na rota do Pacífico, servindo o Hawai, Hong Kong, Singapura e Nova Zelândia. Em 1935, foi inaugurado um serviço até Manila, desta vez com um aparelho Martin M-130, o China Clipper. Na rota do Atlântico Norte existiam voos para Lisboa, Marselha, Foynes e Southampton. No Atlântico Sul existia a ligação às Bermudas, Brasil e África Ocidental.
O desenvolvimento no projecto dos aviões terrestres e a grande quantidade de pistas construídas durante a Segunda Guerra Mundial tornaram completamente obsoleto o transporte aéreo de longo curso com hidroaviões. As grandes companhias aéreas confiavam mais nos aviões baseados em terra de projecto moderno e as companhias mais pequenas beneficiaram dos aviões excedentes de guerra que constituíam uma excelente oportunidade de aquisição a baixo custo. O último voo de um clipper da Pan American deu-se a 9 de Abril de 1946, ligando Honolulu a São Francisco, amarando quase quatro horas depois de um novo Lockheed Constellation que tinha feito o mesmo trajeto e partido quase ao mesmo tempo.
Por essa altura deu-se o voo do maior avião de sempre a voar, o H-4 Hercules desenvolvido sob a direção do famoso magnata da aviação Howard Hughes. Esta aeronave foi apelidada de "Flying Lumberyard" ("armazém de madeira") e também de "Spruce Goose" ("ganso de abeto"), já que a sua estrutura consistia quase na totalidade em madeira de abeto.
Era um hidroavião desenvolvido de acordo com o Governo dos EUA para ser utilizado no transporte militar durante a Segunda Guerra Mundial que voou apenas uma vez em 1947 com o próprio Hughes nos comandos.
No outro lado do Atlântico estava a ser desenvolvido um projecto semelhante, o Saunders-Roe Princess, praticamente um transatlântico voador, construído com todo o luxo e conforto para transportar 220 passageiros. Este projecto foi também abandonado em 1952. O Princess foi o maior hidroavião totalmente metálico já construído e a marinha americana considerou sua aquisição para dotá-lo de propulsão nuclear  (ver: avião nuclear).
Na União Soviética, a partir da década de 1960 foram desenvolvidos protótipos de ecranoplanos, um parente do hidroavião. Neste país, e depois na Rússia, a Beriev desenvolveu uma série de hidroaviões e aviões anfíbios, tanto para uso militar como civil. No uso civil destinam-se sobretudo a busca e salvamento e a combate a incêndios.
Actualmente a grande maioria dos hidroaviões em uso civil são modelos de pequenas dimensões utilizados para fins lúdicos, desportivos ou em transporte de pequenas dimensões para locais isolados situados perto de água. Também são bastante utilizados hidroaviões no combate a incêndios, a maioria de origem canadiana ou russa, como por exemplo o modelo canadense Canadair CL-415.